# Pero de Ataíde
Pero de Ataíde (ou de Taíde) (Reino de Portugal, c. 1450 – Moçambique, 1504), apelidado de "o Inferno", "pello estrago que fez aos mouros em Affrica", foi um navegador descrito pelo cronista Gaspar Correia como um "fidalgo mui honrado, virtuoso de condições".

## Biografia
Pêro de Ataíde nasceu provavelmente na segunda metade do século XV, num ramo bastardo da poderosa família dos Ataídes. 
Era filho natural de Dom Pedro de Ataíde, Abade de Penalva, o qual era filho bastardo de D. Álvaro Gonçalves de Ataíde, 1.º Conde de Atouguia. Era irmão de outro navegador da armada de Pedro Álvares Cabral, Vasco de Ataíde, que naufragou na parte inicial da viagem..

### Primeira viagem à Índia
Integrou a armada de Pedro Álvares Cabral, sendo dos poucos comandantes dos quais se sabe o nome do navio - o São Pedro era um navio pequeno de 70 toneladas que, no entanto, protagonizou um significativo episódio durante a estada na Índia.
Conta-se que o Samorim de Calecute costumava apoderar-se do que não lhe permitiam comprar. Estando Cabral e seus comandados em Calicute, pediu-lhes - como algo muito difícil - aprisionar uma nau que transportava cinco elefantes, pelos quais havia oferecido bom preço, sem sucesso. Cabral encarregou Pero de Ataíde da missão. No confronto com a nau dos elefantes, tripulada por mais de 300 homens armados com flechas, levou a sua tripulação de 60 ou 70 homens muitíssimo bem armados. Bastaram alguns tiros de artilharia, que danificaram a nau e mataram alguns dos tripulantes, e o inimigo rendeu-se.

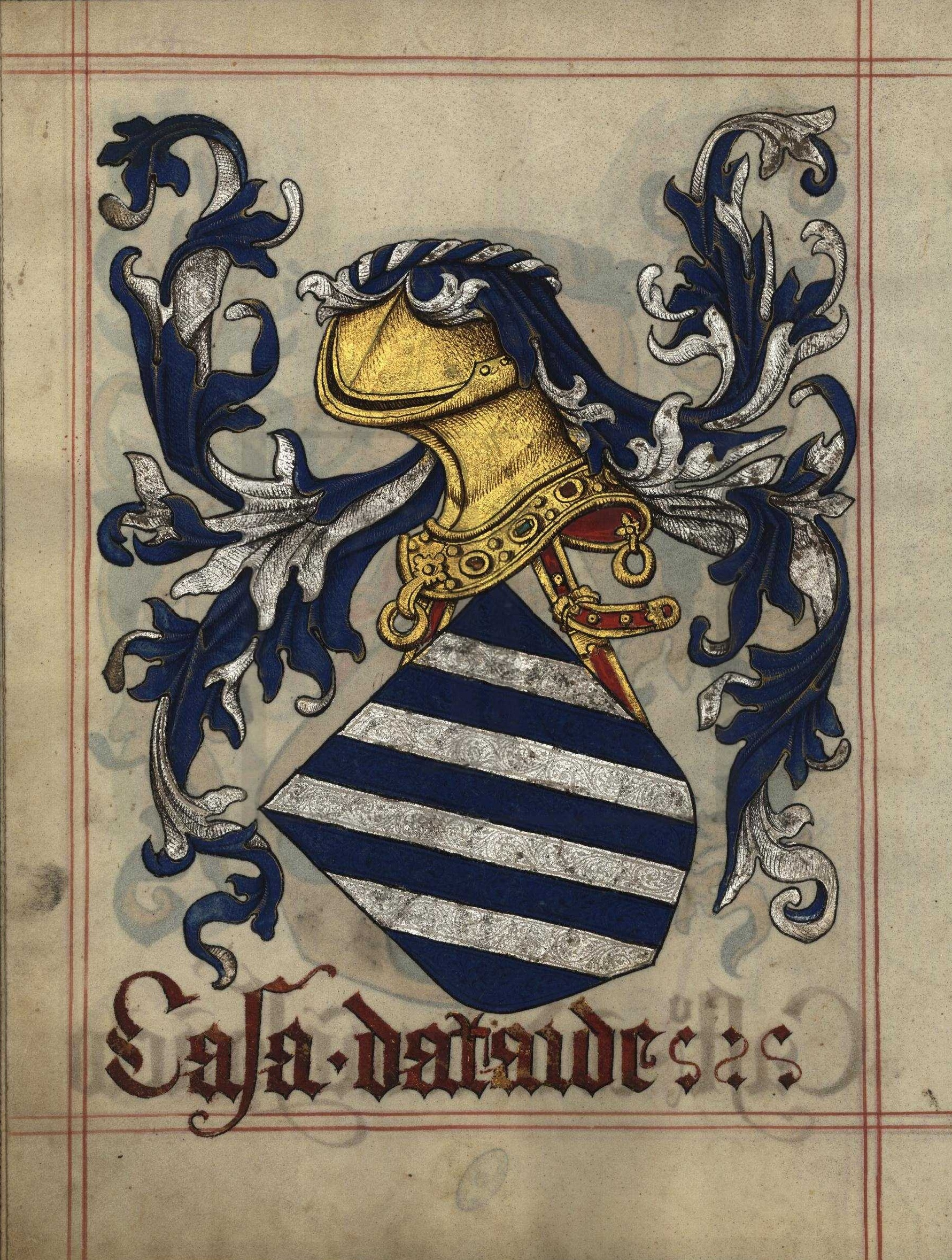
Armas da família Ataíde, no Livro do Armeiro-Mor, de 1509

Depois da rendição, Pero de Ataíde trouxe pessoalmente a nau capturada até Calicute, onde os elefantes foram entregues ao Samorim, em cerimônia de grande pompa. Foi uma demonstração de força portuguesa, que produziu grande impacto não somente na Costa do Malabar, como junto do próprio Samorim.

### Segunda viagem à Índia e falecimento em Moçambique
Em 1502, Pero de Ataíde voltou com D. Vasco da Gama à Índia, na 4.ª armada da Índia, e lá permaneceu até 1503, tendo sofrido vários percalços no seu acidentado regresso. 
Salvo de um naufrágio com alguns tripulantes, foi para Moçambique, onde escreveu uma célebre carta ao rei D. Manuel I, relatando o comportamento do tio de Vasco da Gama, Vicente Sodré, na Índia. Nessa carta, Ataíde - já doente, provavelmente com malária - dá também conta do comportamento, que ele considera repreensível, de Brás Sodré e de António do Campo e termina solicitando ao rei as rendas e benefícios da cidadela de Tomar, que haviam pertencido ao entretanto falecido Vicente Sodré.
Ataíde faleceu pouco depois de ter concluído a sua carta, que seria depois recolhida pela 6.ª armada da Índia, comandada por Lopo Soares de Albergaria, quando este parou para se reabastecer na ilha de Moçambique.